# DVD 10 años en vivo Teatro Teletón (DVD)
10 Años (En vivo en el Teatro Teletón) es el cuarto disco y segundo álbum en vivo de la banda de rock chilena Kuervos del Sur, grabado en su concierto de 10 años de Aniversario el 11 de agosto de 2017 en el Teatro Teletón. El concierto duró poco más de una hora, y en el corte final del disco quedaron 12 temas.

## Lista de canciones
| 10 Años (En vivo Teatro Teletón) |                         |          |  |
| N.º                              | Título                  | Duración |  |
| 1.                               | «Vendaval»              | 6:20     |  |
| 2.                               | «Hasta poder respirar»  | 5:06     |  |
| 3.                               | «Taku»                  | 4:09     |  |
| 4.                               | «Luminoso»              | 4:17     |  |
| 5.                               | «Kaverna»               | 3:05     |  |
| 6.                               | «Anciano Sol»           | 4:37     |  |
| 7.                               | «Canto a las estrellas» | 5:50     |  |
| 8.                               | «El árbol del desierto» | 4:40     |  |
| 9.                               | «La casa del mañana»    | 4:39     |  |
| 10.                              | «Aves del mal agüero»   | 6:01     |  |
| 11.                              | «Los cometas»           | 4:05     |  |
| 12.                              | «Cenizas»               | 6:04     |  |

## Miembros
- Jaime Sepúlveda, voz.
- Pedro Durán, guitarra.
- César Brevis, bajo.
- Jorge Ortiz, charango y quenas.
- Gabriel Fierro, batería.
- Alekos Vuskovic, piano y teclados.
- Grabación en vivo por Walter Romero.
- Mezcla Alekos Vuskovic y Pepe Lastarria.
- Dirección audiovisual Sergio García
- Producción Milena Godoy
- Arte y Diseño Jean Pierre Cabañas.

Producido por Kuervos del Sur.